# Paul Dehn
Paul Dehn (Mánchester, 5 de noviembre de 1912-30 de septiembre de 1976) fue un guionista de cine británico, conocido por sus trabajos como Goldfinger, El espía que surgió del frío, tres películas de la franquicia del Planeta de los simios y Asesinato en el Orient Express. Dehn y su socio James Bernard ganaron el Óscar al mejor argumento por Ultimátum.

## Biografía
Dehn nació en Mánchester e hizo sus estudios en Brasenose College en Oxford. Mientras estaba allí, contribuyó con reseñas de películas en artículos semanales. Posteriormente, comenzó su carrera en 1936 como crítico de cine para varios periódicos de Londres. Durante la Segunda Guerra Mundial estuvo destinado en el Campamento X de Ontario, Canadá. Esta fue una de las varias instalaciones de entrenamiento operadas por la Dirección de Operaciones Especiales británico para entrenar espías y equipos de fuerzas especiales. Fue oficial de Guerra Política desde 1942 hasta 1944 y tenía el rango de Mayor. Dehn participó en misiones en Francia y Noruega.
En 1949 o 1950, Dehn comenzó una colaboración profesional con el compositor James Bernard. Dehn le pidió a Bernard que colaborara con él en la historia de la pantalla original de la película de los hermanos Boulting "Seven Days to Noon" (1950). Un trabajo por el que consiguieron el Óscar al Mejor argumento. Fue el narrador de la película de 1951 Waters of Time y escribió obras de teatro, operetas y musicales para el escenario. Escribió la letra de las canciones de dos películas,  The Innocents (1961) y Moulin Rouge (1952 ). 
Durante la década de 1960, Dehn se concentró en la escritura de guiones para películas de espionaje como Goldfinger (1964), El espía que surgió del frío (1965) y Llamada para un muerto (1967). Más tarde escribió los guiones de la segunda, tercera y cuarta película de la serie original de  Planet of the Apes  y estuvo en los créditos en la quinta. Escribió el libreto para la ópera de William Walton " El oso" y dos de Lennox Berkeley: A Dinner Engagement y Castaway.
Su último guion fue para la película de Sidney Lumet  Asesinato en el Orient Express  (1974), basado en la gran novela policíaca Agatha Christie  por la que fue nominado a un premio de la Academia al mejor guion adaptado.
Dehn resucitó o reinventó al menos tres géneros dados por muertos en ese momento; el misterio británico, la adaptación de Shakespeare y la película de espías.

## Filmografía
- Ultimátum (Seven Days to Noon) de John Boulting (1950)
- Waters of Time (1951) (documental)
- On Such a Night de Anthony Asquith (1956)
- Orden de ejecución (Orders to Kill) de Anthony Asquith (1958)
- ITV Play of the Week - adaptación de A Woman of No Importance (1960)
- A Place for Gold de Basil Wright (1960) (documental)
- Goldfinger de Guy Hamilton (1964)
- El espía que surgió del frío de Martin Ritt (1965)
- Llamada para un muerto (The Deadly Affair) de Sidney Lumet (1967)
- La noche de los generales (The Night of the Generals) de Anatole Litvak (1967)
- La mujer indomable (THe Taming of the Shrew) de Franco Zeffirelli (1967)
- Beryl Reid Says Good Evening (1968)
- Regreso al planeta de los simios (Beneath the Planet of the Apes) de Ted Post (1970)
- Los pasos del miedo (Fragment of Fear) de Richard C. Sarafian (1970)
- Huida del planeta de los simios (Escape from the Planet of the Apes) de Don Taylor (1971)
- La rebelión de los simios (Conquest of the Planet of the Apes) de J. Lee Thompson (1972)
- Batalla por el planeta de los simios (Battle for the Planet of the Apes) de J. Lee Thompson (1973)
- Asesinato en el Orient Express (Murder on the Orient Express) de Sidney Lumet (1974)

## Premios y distinciones
Premios Óscar
| Año  | Categoría            | Película                       | Resultado |
| ---- | -------------------- | ------------------------------ | --------- |
| 1952 | Mejor Argumento      | Ultimátum                      | Ganador   |
| 1975 | Mejor guion adaptado | Asesinato en el Orient Express | Nominado  |

- BAFTA: Nominación al mejor guion británico, 1959 y 1968.
- Edgar Allan Poe Award a la mejor película estadounidense (1965), ganador a la mejor película (1966) y nominación en esta categoría (1974)
- Writers Guild of America: Nominación al mejor drama estadounidense (1966)
- Writers Guild of Britain: Premio al mejor guion estadounidense (1974)